# Chaparral
Pour les articles homonymes, voir Chaparral (homonymie).

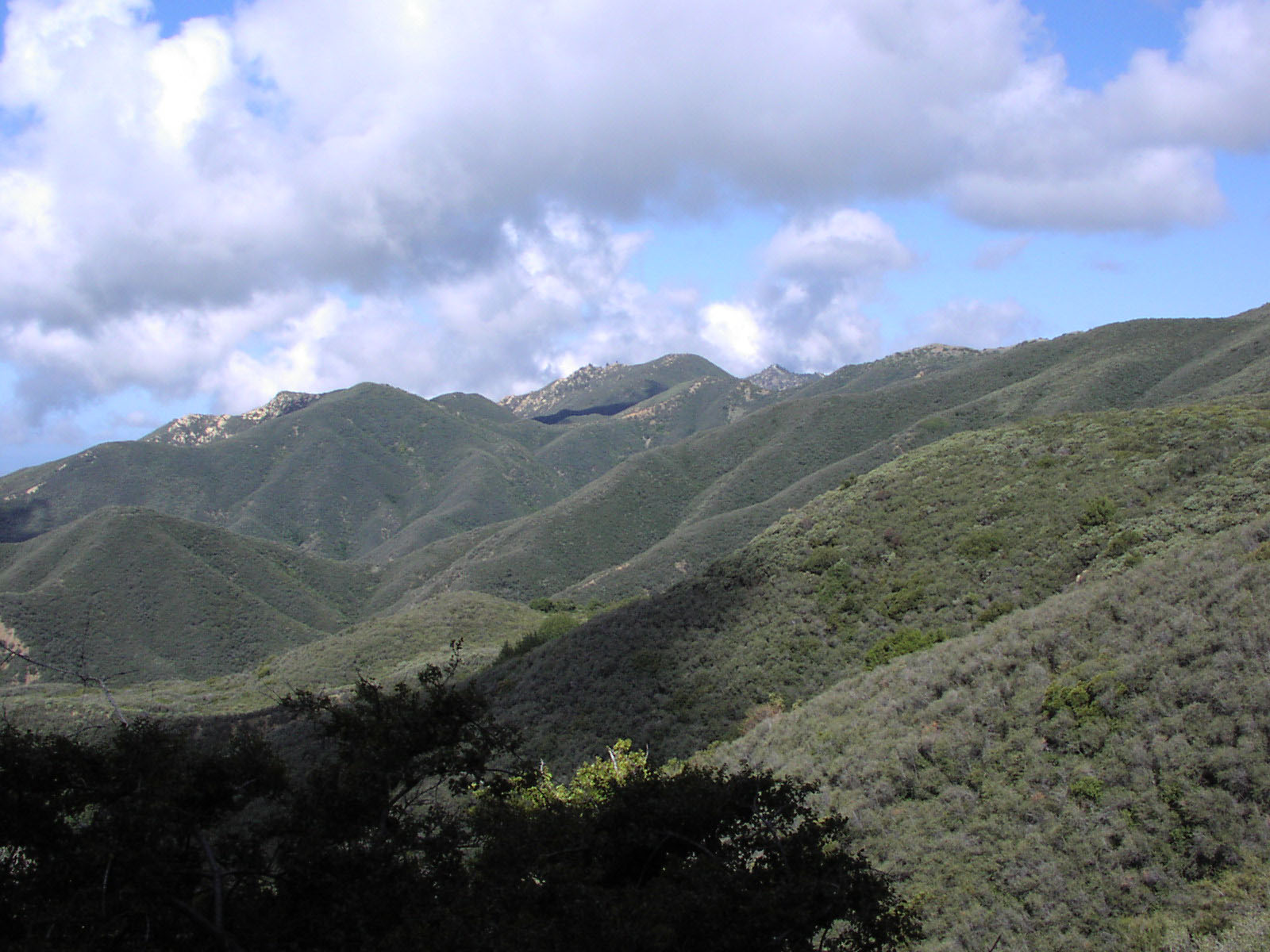
Chaparral des montagnes de Santa Ynez, près de Santa Barbara.

Le chaparral est une sorte de maquis formé par des buissons et des broussailles que l'on trouve en particulier en Californie et au nord-ouest du Mexique, mais aussi dans les pourtours de la Méditerranée (notamment en Andalousie où une localité porte d'ailleurs le nom de El Chaparral), au Proche-Orient, dans la région du Cap en Afrique du Sud, ainsi que dans plusieurs régions de l'Océanie. Cet écosystème appartient à la catégorie des forêts, zones boisées et maquis méditerranéens.
Le mot vient de l'espagnol chaparral, de chaparro qui désigne un buisson d'yeuse ; il désigne, dans cette langue, les écosystèmes composés principalement de broussaille et d'arbustes, particulièrement de ceux du genre Quercus ainsi que de genévriers, rhamnacées, protéacées, etc.